# ۲۲۳ (پیش از میلاد)
۲۲۳ (پیش از میلاد) ۲۲۳مین سال قبل از تقویم میلادی است.